# Податкова база
Податкова база — це кількісний вираз частини предмета податку визначеної в одиницях оподаткування, що залишилася після застосування податкових пільг, до якої застосовується податкова ставка.
Є найдієвішим фіскальним елементом юридичної конструкції податку, за допомогою якого можна пристосувати дохідність податку до потреб держави.